# Heuchelheimer Berg
Der Heuchelheimer Berg ist ein 391 m ü. NHN hoher Berg im Steigerwald. Er liegt im nördlichen Teil des Landkreises Neustadt an der Aisch-Bad Windsheim in Mittelfranken.

## Geographische Lage
Der Heuchelheimer Berg gehört zu den niedrigeren Bergen des Steigerwalds, daher ist er auch nicht so markant wie z. B. der bereits von Weitem sichtbare Schwanberg.
Der Berg liegt nördlich der Ortschaft Münchhof und circa vier Kilometer südlich von Heuchelheim. Erreichbar ist er über die Straße St 2256. Er ist nicht beschildert.

## Sehenswürdigkeiten
Auf dem Berg befindet sich der Dreifrankenstein, wo die drei fränkischen Regierungsbezirke Ober-, Mittel- und Unterfranken zusammentreffen. Er wird auch als das Herz Frankens bezeichnet und ist Symbol für die Zusammengehörigkeit aller Franken. Gleichzeitig weist der Dreifrankenstein auch auf die Teilung Frankens hin. Franken ist heute verteilt auf die Bundesländer Bayern, Thüringen und Baden-Württemberg in den Regionen Oberfranken, Mittelfranken, Unterfranken, Henneberg-Itzgrund-Franken, Tauberfranken und Hohenlohe-Franken. Auch kleinere Gebiete in Hessen werden Franken zugeordnet.